# Яшнабадский район
Яшнабадский район (узб. Yashnobod tumani / Яшнобод тумани) (вар. Яшнободский район) — административно-территориальная единица города Ташкента. Расположен в юго-восточной части столицы. Современная (2017) площадь — 3370 гектаров, население — 227,4 тысяч человек.

## История
Хамзинский район города Ташкента был образован в 1968 году. Своё название район получил в честь узбекского драматурга и общественного деятеля Хамзы Хакимзаде Ниязи. 29 августа 2014 года на 15 пленарном заседании Сената район был переименован в Яшнабадский район города Ташкента. Новое название было принято на основании предложений от жителей района.

## Расположение и границы
На севере и северо-востоке Яшнабадский район граничит с Мирзо-Улугбекским районом, на востоке с Кибрайским районом Ташкентской области, на юге и юго-востоке — с Бектемирским районом, на западе — с Мирабадским районом.
Граница с Мирзо-Улугбекским районом проходит по автомобильному кольцу вокруг сквера Амира Темура, улице Махтумкули, улице Мавераннахр, каналу Салар до его поворота с юга на запад, улице Кичик Халка Йули (Малой Кольцевой дороге), улице Паркент (Паркентской), улице Темур Малик до границы города (у отхода от улицы Тёплого арыка).
Граница с Кибрайским районом Ташкентской области проходит по Ташкентской кольцевой автомобильной дороге (часть Ахангаранского шоссе), границе массива Тузель (бывшего массива «40 лет Победы»).
Граница с Бектемирским районом проходит по Ташкентской кольцевой автомобильной дороге.
Граница с Мирабадским районом проходит по улице Истикбол и улице Фергана Йули.

## Физическая география
На территории района находятся канал Карасу, крупный арык Тал. Площадь озеленения района составляет 615 гектаров.

## Транспорт
В Яшнабадском районе 365 улиц, основными из которых являются улица Истиклол, улица Махтумкули, улица Фергана Йули, Ташкентская кольцевая автомобильная дорога, улица Джаркурганская, улица Яшнабад и Ахангаранское шоссе.
На территории района расположены станции метро Узбекистанской линии — Машинасозлар и Дустлик, станции метро линии Тридцатилетия независимости Узбекистана — Технопарк, Яшнабад, Тузель, Олмос, Рохат, Янгиобод, а также крупнейшая грузовая железнодорожная станция «Ташкент-Товарный» (код 722400). Построена трёхуровневая развязка на пересечении улиц Паркентской, Махтумкули, Тимура Малика, Новый Узбекистан и Ахангаранского шоссе.

## Предприятия и организации
На территории Яшнабадского района действуют 2769 организаций и предприятий, 2169 микрофирм и 266 совместных предприятий, такие, как АО «Ташкентский механический завод», комбинат «Ташкентвино» и завод по производству шампанских вин «Узбекистон шампани», целлюлозно-бумажная фабрика «Узбум».

## Объекты культурного наследия
- Здание ташкентской медицинской академии (бывшего кадетского корпуса) XIX века
- Кафедральный храм апостольской администратуры Узбекистана

## Дипломатические миссии
- Посольство Франции, 100047 ул. Истикбол, 25
- Посольство Турции, 100047 ул. Гулямова, 87
- Посольство Китая, 100047 ул. Гулямова, 79
- Посольство Индонезии, 100000 ул. Гулямова, 73
- Посольство Украины, 100000 ул. Гулямова, 68
- Посольство Японии, 100047 1-й проезд Азимова, 28
- Посольство ОАЭ, 100007 ул. Насаф, 38
- Посольство Ирана, 100007 ул. Паркент, 20